# 蒲汇塘
蒲汇塘，又名蒲肇河，上海浦西中南部的一条河道，西接蟠龙港、会小涞港、横沥港、新泾港，经七宝镇、虹桥镇至漕河泾镇，与龙华港相接。

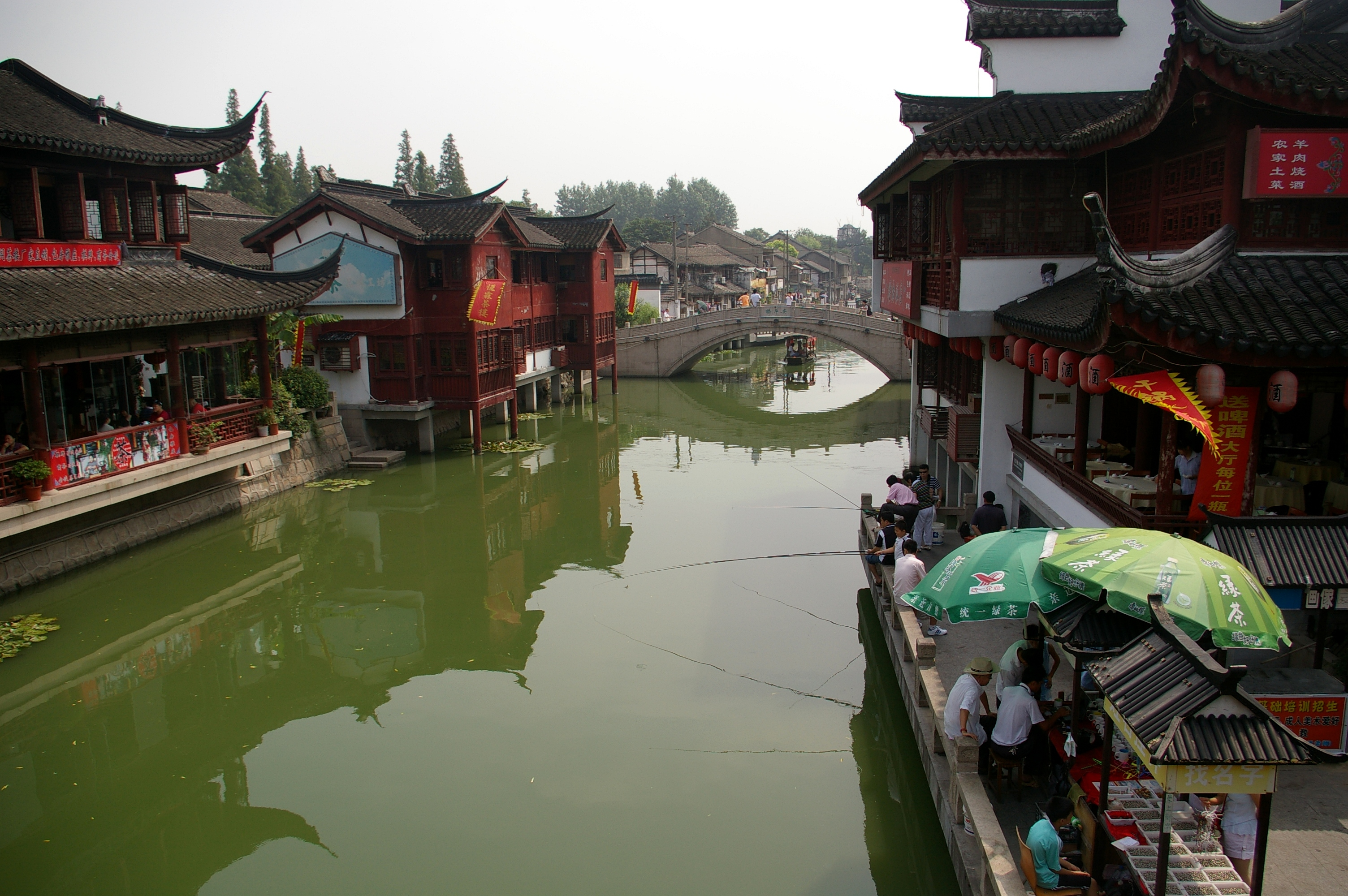
贯穿七宝古镇两岸的蒲汇塘

淀浦河青浦镇向东至打铁桥一段，即借用原来的蒲汇塘河段，1971年更名。

## 历史沿革
明朝时期的蒲汇塘水面宽广，贯穿七宝镇的干流河道。蒲汇塘历史上多次疏浚，1836年时任江苏巡抚林则徐自捐俸禄，责令上海县知县黄冕速办疏浚河塘一事，成为一段佳话。
旧河道东通肇嘉浜，连接日晖港入黄浦江，后因肇嘉浜全线填平，向南借道穆家港至漕河泾，接龙华港通向黄浦江，是朱家角、泗泾、七宝等市镇通往上海的重要水路，今其排灌、航运功能已为淀浦河所取代。1950年代，一段蒲汇塘被填平后成为了蒲汇塘路，位于今徐家汇街道西南部。